# Parafia greckokatolicka św. Michała Archanioła w Świdwinie
Parafia greckokatolicka pw. Świętego Michała Archanioła w Świdwinie – parafia greckokatolicka w Świdwinie. Parafia należy do eparchii wrocławsko-koszalińskiej i znajduje się na terenie dekanatu koszalińskiego.

## Historia parafii
Parafia Greckokatolicka pw. Świętego Michała Archanioła funkcjonuje od 1974 r., księgi metrykalne są prowadzone od roku 1980.

## Świątynia parafialna
Nabożeństwa odbywają się w kościele rzymskokatolickim pw. św. Michała Archanioła.